# Aventură în Vest
Aventură în Vest (titlu original: An American Tail: Fievel Goes West) este un film american western de comedie de animație din 1991 regizat de Simon Wells și Phil Nibbelink.
Este continuarea filmului O aventură americană din 1986 regizat de Don Bluth.

## Distribuție
- Phillip Glasser - Fievel Mousekewitz
- Cathy Cavadini - Tanya Mousekewitz
- Dom DeLuise - Tiger
- Amy Irving - Miss Kitty
- James Stewart - Wylie Burp
- John Cleese - Cat R. Waul
- Jon Lovitz - T.R. Chula
- Nehemiah Persoff - Papa Mousekewitz
- Erica Yohn - Mama Mousekewitz
- Patrick Pinney - One Eye
- Jack Angel - Frenchy
- David Tate - voci suplimentare